# یاکوب گروب
یاکوب گروب (انگلیسی: Jakob Grob؛ زادهٔ ۲۸ مارس ۱۹۳۹) قایقران روئینگ اهل سوئیس است.